# Catocala californiensis
Catocala californiensis är en fjärilsart som beskrevs av Lincoln Pierson Brower 1976. Catocala californiensis ingår i släktet Catocala och familjen nattflyn. Inga underarter finns listade i Catalogue of Life.

## Bildgalleri

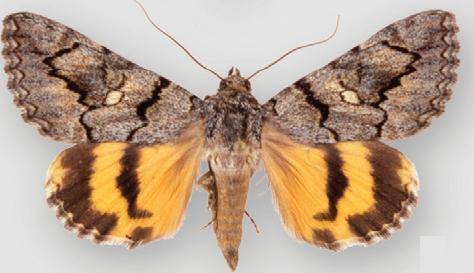